# Oxyethira tenuella
Oxyethira tenuella är en nattsländeart som beskrevs av Martynov 1924. Oxyethira tenuella ingår i släktet Oxyethira och familjen smånattsländor. Inga underarter finns listade i Catalogue of Life.